# فولکو ۷۰۰۶
سیارک ۷۰۰۶ (به انگلیسی: 7006 Folco، نامگذاری:1981ER31) هفت هزار و ششمین سیارک کشف شده‌است که در ۲ مارس ۱۹۸۱ کشف شد.
قدر مطلق سیارک برابر ۱۰.۷ است.